# Christine de Salm
Christine de Salm, née en 1575, morte le 31 décembre 1627, est une duchesse de Lorraine épouse de François II, duc de Lorraine.
Elle est la fille de Paul, comte de Salm et chef de la maison de Salm (c. 1535 -. C 1595) et de Marie Le Veneur de Tillières, .
Bien que le comté de Salm soit un État souverain et une terre d'Empire, ni les Salm ni les Le Veneur ne sont comptés parmi les grands du Saint-Empire romain ou du royaume de France au XVIe siècle. Lorsque François épouse Christine, il est seulement le troisième fils du duc Charles III, et ce n'est pas la souveraineté de la Lorraine qui lui est destinée, mais le comté de Vaudémont qui lui est attribué en apanage. Pour éviter que le duché ne quitte la lignée paternelle, les fils de François et de Christine seront mariés aux deux filles de son frère aîné, le duc Henri II de Lorraine.
Mariée en 1597, elle a six enfants :
- Henri de Lorraine, marquis de Hattonchâtel (1602-1611), mort dans l'enfance [4] ;
- Charles IV de Lorraine, duc de Lorraine (1604-1675) épouse sa cousine Nicolette de Lorraine[5], sans descendance, puis marié à Béatrice de Cusance avec une descendance ;
- Henriette de Lorraine (1605-1660)[4], épouse Louis de Lorraine, prince de Phalsbourg et Lexin, fils de Louis II, le cardinal de Guise : pas de descendance ;
- Nicolas de Lorraine, duc de Lorraine[4] (1609-1670) épouse sa cousine Claude de Lorraine avec une descendance ;
- Marguerite de Lorraine[4] (1615-1672), mariée à Gaston de France, duc d'Orléans, avec une descendance ;
- Christine de Lorraine (1621-1622)[4] meurt en bas âge.